# Liodrosophila fuscata
Liodrosophila fuscata är en tvåvingeart som beskrevs av Toyohi Okada 1974. Liodrosophila fuscata ingår i släktet Liodrosophila och familjen daggflugor.
Artens utbredningsområde är Taiwan. Inga underarter finns listade i Catalogue of Life.